# 丝鳍普提鱼
丝鳍普提鱼（学名：Bodianus thoracotaeniatus），又名丝鳍狐鲷、三齒仔、紅娘仔、日本婆仔、絲鰭寒鯛，为輻鰭魚綱鱸形目隆頭魚亞目隆头鱼科普提鱼属的鱼类。分布于西北太平洋區，棲息在礁石區，生活習性不明。该物种的模式产地在日本Tosa湾。